# Carl Witthoff
Carl Witthoff, född 29 oktober 1885 i Svalövs församling i dåvarande Malmöhus län, död 18 juli 1976 i Simrishamns församling i dåvarande Kristianstads län, var en svensk urmakarmästare.
Witthoff var son till skräddaren Mathias Andersson Witthoff och Kerstina Persdotter. Han började i urmakaryrket i Lund 1900 och bedrev egen verksamhet i Bjuv i Skåne 1908–1916. Han var anställd vid Lunds universitets instrumentverkstad 1916–1919. Carl Witthoff flyttade sedan till Göteborg där han var ägare av firma J.E. Magnussons Efterträdare från 1920, en firma som var etablerad 1885. Han var styrelseledamot i Göteborgs urmakeriidkarförening från 1933. Efter att ha drivit firma i Göteborg i 43 år återvände han 1963 till Skåne.
Carl Witthoff var gift från 1906 med Ida Bernhardina Östergren (1878–1955) och 1957 med textilkonstnären Ester Kjellgren-Witthoff (1898–1988). Sonen Sven Witthoff (1912–2000), också urmakare, blev far till Lenamaria Witthoff och svärfar till Lennart Kvarnström, båda arkitekter.
Han är begravd på Östra kyrkogården i Göteborg.